# Imidazolina

Estructura de la 2-, 3-, y 4-imidazolina.

La imidazolina es un compuesto heterocíclico derivado de la adición de dos átomos de hidrógeno (H2) a uno de los dos dobles enlaces del imidazol. Se presentan tres isómeros de este compuesto: 2-imidazolina, 3-imidazolina, y 4-imidazolina. Las 2- y 3-imidazolinas presentan un grupo imina, mientras que la 4-imidazolina presena un grupo alqueno. La 2-imidazolina está presente en varios fármacos.

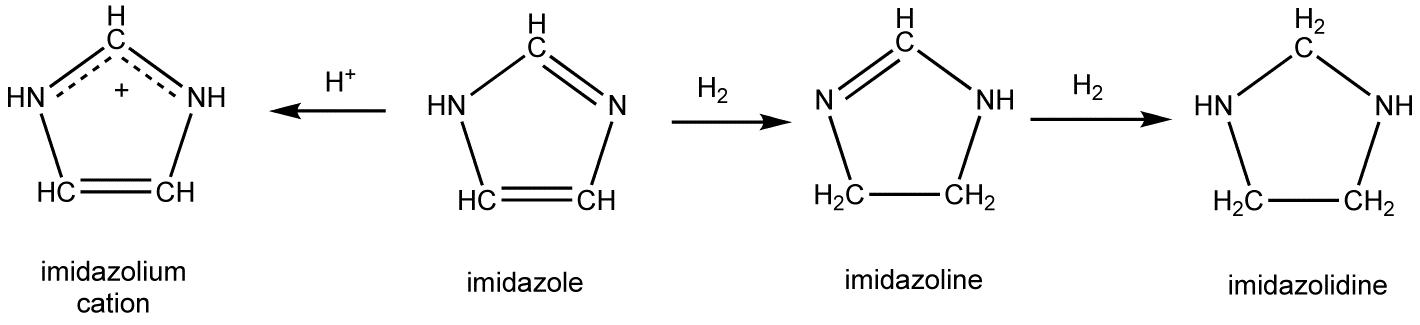
Relación química entre el imidazol y sus derivados reducidos.